# للننرتشيميدد (ويلز)
للننرتشيميدد (ويلز) (بالإنجليزية: Llannerch-y-medd)‏ هي منطقة سكنية تقع في المملكة المتحدة في .  يقدر عدد سكانها بـ 1,941 نسمة .